# Служув
Служув (пол. Służów) — село в Польщі, у гміні Бусько-Здруй Буського повіту Свентокшиського воєводства.
Населення — 148 осіб (2011).
У 1975-1998 роках село належало до Келецького воєводства.

## Демографія
Демографічна структура на день 31 березня 2011 року:
|          | Загалом | Допрацездатний вік | Працездатний вік | Постпрацездатний вік |
| -------- | ------- | ------------------ | ---------------- | -------------------- |
| Чоловіки | 77      | 12                 | 50               | 15                   |
| Жінки    | 71      | 12                 | 39               | 20                   |
| Разом    | 148     | 24                 | 89               | 35                   |